# Itil
|  | Per a altres significats, vegeu «ITIL». |

Antigament el riu Volga fou també anomenat Itil

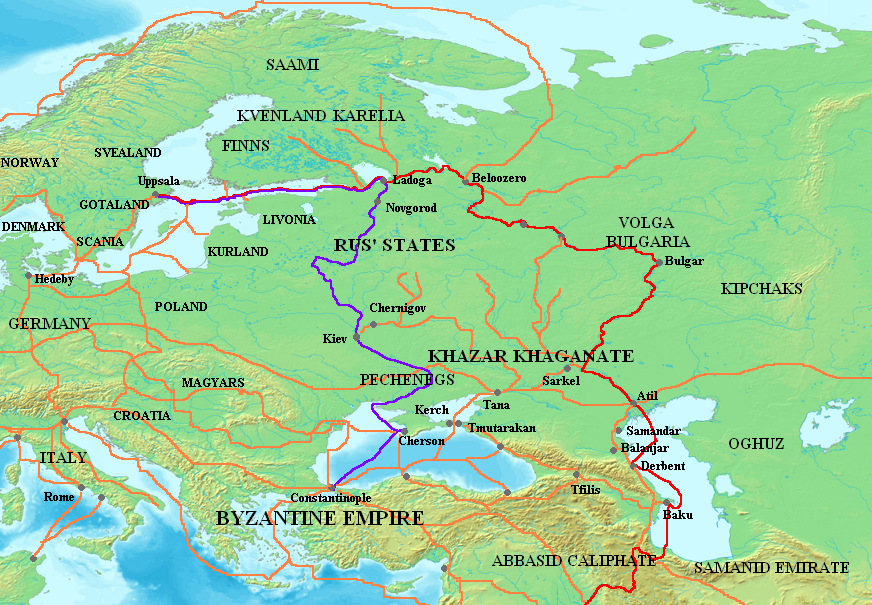
Mapa

Itil (àrab Atil o Atil-Khazaran o Khazaran-Atil) fou la capital del kanat dels khàzars (Kanat Khàzar). Estava situada a la part baixa del Volga (riu anomenat també Itil a l'edat mitjana, i vol dir "Gran Riu") en lloc exacte desconegut. El setembre del 2008 es va revelar que després de nou anys d'excavacions es podia afirmar que s'havia trobat la ciutat al llogaret de Samosdelka (rus: Самосделка), al nord de la mar Càspia. no obstant encara hi ha dubtes sobre la identificació. En anys posteriors, els arqueòlegs van començar a excavar un jaciment prop de Semibugry (rus: Семибугры), a la part central del delta del Volga, que podria ser Atil, però això tampoc és segur.
Itil fou la capital a partir del 740, després de la derrota dels khàzars en la segona guerra entre khàzars i àrabs, ja que fins aleshores era a Samandar al Caucas, més exposada als àrabs, o segons al-Massudí, a Balandjar, també al Caucas. A aquesta època les fonts àrabs comencen a esmentar a al-Bayda com una ciutat dels khàzars, possiblement referit a la nova capital, a 200 parasanges de Balandjar. També apareix una ciutat de nom Khamlij que podria ser la mateixa Itil.
La ciutat estava formada per dos parts: una oriental que constituïen milers de tendes i algunes cases de terra, ocupant una superfície d'uns quants km²; i una part occidental (a l'oest del riu) amb la classe dirigent i els militars, tots jueus de religió, i rodejada d'un mur, amb un palau reial de rajola a una illa del riu on vivien el khagan i el khagan beg; el musulmans, un deu mil, vivien en aquesta part oriental on estava el centre comercial, els mercats, els banys, les mesquites, les sinagogues, etc.; també hi havia una colònia cristiana i una de pagana dels sakalives i rus. El nom correcte sembla que era Khazaran per la part oriental, i Atil o Itil per l'occidental. Set jutges dirimien les disputes: 2 cristians, 2 jueus, 2 musulmans i 1 xamanista o pagà.
Fou destruïda pels Rus dirigits per Sviatoslav I de Kíev vers el 968 o 969, però al-Atil diu que fou reconstruïda. Abans de l'any 1048 al-Biruni l'assenyala en runes altre cop. Una ciutat de nom Saksin es va construir a la rodalia i també destruïda a la meitat del segle xi.